# Souhvězdí Štítu
Souhvězdí Štít (Scutum) je malé souhvězdí poblíž nebeského rovníku.
Bylo zavedeno až v roce 1690 v díle Firmamentum Sobiescianum od Johanna Hevelia jako Štít Sobieského. Je nazváno podle polského krále Jana Sobieského (1629–1696), který ochránil Evropu před vpádem Turků v bitvě u Vídně. Kříž, který měl král vytepaný na svém válečném štítě a symbolizoval jeho poslání, je v souhvězdí také. Čtyři hvězdy na okraji štítu představují čtyři královy syny. Je to jediné souhvězdí, které je věnováno osobě moderních dějin. Je pátým nejmenším souhvězdím na obloze.

## Hvězdy
Hvězdy dle Bayerova značení:
- α Sct 3,83; β Sct 4,22; γ Sct 4,67; δ Sct 4,70 – δ Sct proměnná; ε Sct 4,88; ζ Sct 4,66; η Sct 4,83

Jiné hvězdy:
- UY Scuti – největší známá hvězda do roku 2020
- PSR 1829-10 – pulsar

## Objekty Messierova katalogu
- Messier 11 – hvězdokupa Divoká kachna. Otevřená hvězdokupa, jedna z nejbohatších na obloze. Počet hvězd se odhaduje na 3000. Stáří 220 milionů let. Objevena 1681.
- Messier 26 – otevřená hvězdokupa. Mnohem méně výrazná než její zdánlivý soused na obloze – M 11. Věk 90 milionů let.